# Perilitus muesebecki
Perilitus muesebecki är en stekelart som först beskrevs av Loan 1967.  Perilitus muesebecki ingår i släktet Perilitus och familjen bracksteklar. Inga underarter finns listade i Catalogue of Life.